# Giovanni Braggion
Giovanni Braggion (Noventa Vicentina, 1885 – Genova, 1975) è stato un artista e decoratore italiano.
Apprezzato da Filippo Tommaso Marinetti, introdusse nel Movimento Artistico Futurista l'uso del plasticolore, ottenendo nel 1934 la medaglia d'argento, ex aequo con Alf Gaudenzi, nella Prima Mostra nazionale di plastica murale per l'edilizia fascista tenutasi a Genova. La medaglia d'oro fu assegnata a Enrico Prampolini.